# Пергаміно (округ)
Округ Пергаміно (ісп. Pergamino) — адміністративно-територіальна одиниця 2-ого рівня у провінції Буенос-Айрес в центральній Аргентині. Адміністративний центр округу — Пергаміно (ісп. Pergamino).
Населення округу становить 104590 осіб (2010). Площа — 2991 кв. км.

## Історія
Округ заснований у 1784 році.

## Населення
У 2010 році населення становило 104590 осіб. З них чоловіків — 49267, жінок — 55323.

## Політика
Округ належить до 2-ого виборчого сектору провінції Буенос-Айрес.